# Agostino Baroni
Agostino Baroni (San Giorgio di Piano, 5 ottobre 1906 – Khartum, 10 novembre 2001) è stato un arcivescovo cattolico e missionario italiano.

## Biografia
Ordinato sacerdote dei Missionari comboniani del Cuore di Gesù il 5 aprile 1930.
Il 29 giugno 1953 è nominato vicario apostolico di Khartoum e vescovo titolare di Balecio. Ordinato vescovo il 21 settembre 1953 dal cardinale Giacomo Lercaro, coconsacranti vescovo Dario Bolognini e arcivescovo Raffaele Baratta.
Il 12 dicembre 1974 è nominato arcivescovo di Khartoum.
Il 10 ottobre 1981 si dimette per raggiunti limiti di età, conservando il titolo di arcivescovo emerito di Khartoum, dove muore il 10 novembre 2001.
Era cugino del vescovo Gilberto Baroni.

## Genealogia episcopale
La genealogia episcopale è:
- Cardinale Scipione Rebiba
- Cardinale Giulio Antonio Santori
- Cardinale Girolamo Bernerio, O.P.
- Arcivescovo Galeazzo Sanvitale
- Cardinale Ludovico Ludovisi
- Cardinale Luigi Caetani
- Cardinale Ulderico Carpegna
- Cardinale Paluzzo Paluzzi Altieri degli Albertoni
- Papa Benedetto XIII
- Papa Benedetto XIV
- Papa Clemente XIII
- Cardinale Bernardino Giraud
- Cardinale Alessandro Mattei
- Cardinale Pietro Francesco Galleffi
- Cardinale Giacomo Filippo Fransoni
- Cardinale Carlo Sacconi
- Cardinale Edward Henry Howard
- Cardinale Mariano Rampolla del Tindaro
- Cardinale Gennaro Granito Pignatelli di Belmonte
- Cardinale Pietro Boetto, S.I.
- Cardinale Giuseppe Siri
- Cardinale Giacomo Lercaro
- Arcivescovo Agostino Baroni